# Португалія на зимових Олімпійських іграх 1994
Португалія на зимових Олімпійських іграх 1994 року, які проходили в норвезькому місті Ліллегаммер, була представлена одним спортсменом в одному виді спорту: гірськолижний спорт. Прапороносцем на церемонії відкриття Олімпійських ігор був єдиний представник країни гірськолижник Жорже Мендес.
Португалія втретє взяла участь в зимових Олімпійських іграх. Країна не здобула жодної медалі.

## Учасники
За видом спорту та статтю
| Вид спорту          | Чоловіки | Жінки | Разом |
| ------------------- | -------- | ----- | ----- |
| Гірськолижний спорт | 1        | 0     | 1     |
| Разом               | 1        | 0     | 1     |

## Гірськолижний спорт
| Спортсмен    | Дисципліна                   | Спуск 1 (DH) | Спуск 1 (DH) | Спуск 2 (Sl) | Спуск 2 (Sl) | Спуск 3 (Sl) | Спуск 3 (Sl) | Фінал        | Фінал        | Фінал        |              |              |
| Спортсмен    | Дисципліна                   | Час          | Місце        | Час          | Місце        | Час          | Місце        | Час          | Відставання  | Місце        |              |              |
| ------------ | ---------------------------- | ------------ | ------------ | ------------ | ------------ | ------------ | ------------ | ------------ | ------------ | ------------ | ------------ | ------------ |
| Жорже Мендес | швидкісний спуск, чоловіки   | Н/Д          | Н/Д          | Н/Д          | Н/Д          | Н/Д          | Н/Д          | 1:49.20      | +3.45        | 41           |              |              |
| Жорже Мендес | супергігант, чоловіки        | Н/Д          | Н/Д          | Н/Д          | Н/Д          | Н/Д          | Н/Д          | не фінішував | не фінішував | не фінішував |              |              |
| Жорже Мендес | гігантський слалом, чоловіки | 1:35.94      | 41           | 1:29.26      | 33           | Н/Д          | Н/Д          | 3:05.20      | +12.74       | 32           |              |              |
| Жорже Мендес | комбінація, чоловіки         | 1:40.29      | 30           | не фінішував | не фінішував | не фінішував | не фінішував | не фінішував | не фінішував | не фінішував | не фінішував | не фінішував |